# Бартуха
Бартуха (укр. Бартуха) — село на Украине, основано в 1840 году, находится в Романовском районе Житомирской области.
Население по переписи 2001 года составляет 148 человек. Почтовый индекс — 13021. Телефонный код — 4146. Занимает площадь 88,1 км².

## Адрес местного совета
13021, Житомирская область, Романовский р-н, с.Карвиновка